# Armand Rassenfosse
 Armand Rassenfosse (Lieja, 6 d'agost de 1862 - 28 de gener de 1934) va ser un artista gràfic belga autodidacta, il·lustrador de llibre i pintor.
El seu treball mestre va ser un conjunt d'il·lustracions per a Les flors del mal de Charles Baudelaire.

## Biografia
Era membre d'una família que havia mantingut durant generacions, una botiga de mobles i decoració: cristall, porcellana, bronze i catifes orientals. Tradicionalment, hauria d'haver seguit el negoci familiar.
Tanmateix, en els darrers anys de la seva educació secundària va anar a Namur a estudiar, vivint amb el seu oncle, qui li va donar uns quants aiguaforts de Félicien Rops de la seva col·lecció. El jove Armand ja tenia atracció per l'art degut a l'activitat comercial familiar i va esdevenir especialment atret amb la tècnica de l'aiguafort.
Després de completar els estudis a l'institut es va incorporar al negoci familiar.
Auguste Donnay, que havia estat contractat pel pare d'Armand per decorar una casa, va esdevenir amic seu i el va presentar a altres estudiants de l'Acadèmia de Bones Arts de Lieja entre els quals hi havia Gustave Serrurier, Emil Berchmans i Oscar Berchmans.
A l'esquena de la seva família, el 1882 va contribuir a la revista satírica Le Frondeur amb uns dibuixos signats amb el pseudònim "Zig" experimentant amb l'aiguafort.
El 1884 es va casar. El mateix any va mostrar la seva obra a Adrien de Witte, un professor d'art a l'Acadèmia de Bones Arts de Lieja.
De Witte el va animar a provar tècniques noves, incloent-hi la pirografia una tècnica decorativa en què les línies del dibuix es fan cremant la fusta. Aquell any va fer la seva primera pintura. Dins 1886 va començar a col·laborar amb il·lustracions a la revista Wallonia.

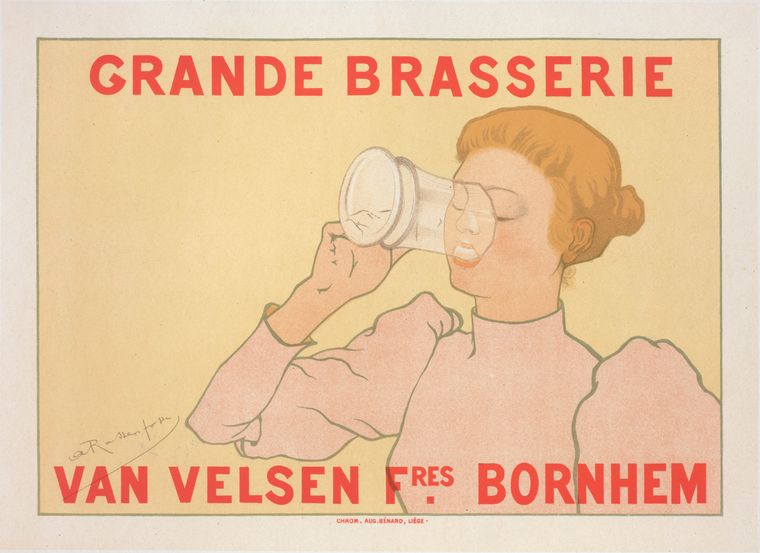
Cartell per la Grande Brasserie Van Velsen frères

El 1887 va començar a entregar obres a August Bénard, qui acabava de fundar la seva impremta a Lieja.
Els següents anys va fer moltes obres per aquesta casa que ell mateix considerava com a tòpics, tot i que alguns d'aquests han passat la prova del temps situant-se entre les millors dels seus treballs.
Amb 25 anys va a París dins el negoci familiar i va conèixer Felicien Rops, l'artista que li havia servit d'inspiració, qui llavors estava al cim de la seva carrera.
Això va ser l'inici d'una llarga amistat entre els dos homes, qui va compartir una busqueda comuna de mestratge tècnic dins l'aiguafort.

## Estil
Rassenfosse ha estat sovint relacionat com a seguidor de Felicien Rops. Però mentre aquest retratava cortesanes, Rassenfosse representava filles de treballadors.
Als seus estudis de nus íntims les dones tenen una elegància natural, però no són un pur objectes de desig, una visió més pròpia en la pintura de Rops.
Tanmateix, parlant de l'obra més primerenca de Rassenfosse, Howard considera que tant els seus anuncis com els d'alguns contemporanis "van explotar la imatge sensual, de dona jove i bonica ... en un estat seré i d'ensomni ... una estilitzada modalitat de la temptació...".

## Galeria

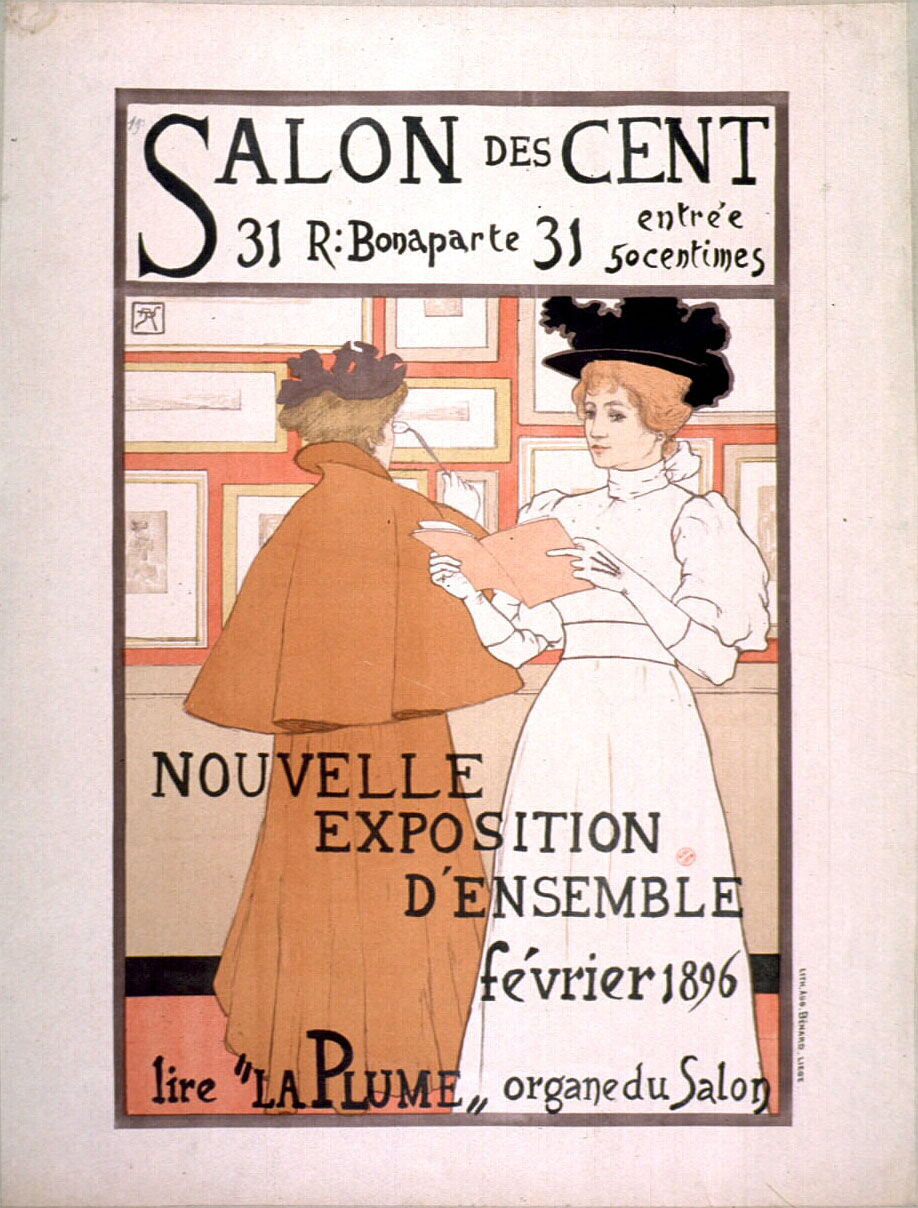
Pòster per al Saló dels Cents exposició del 1896
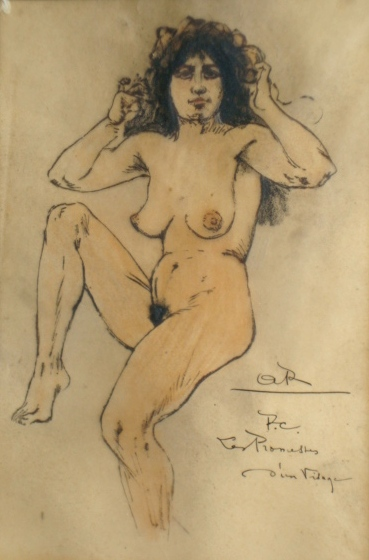
1899 il·lustració per Promesses d'un visage dins de Les Fleurs du mal de Charles Baudelaire
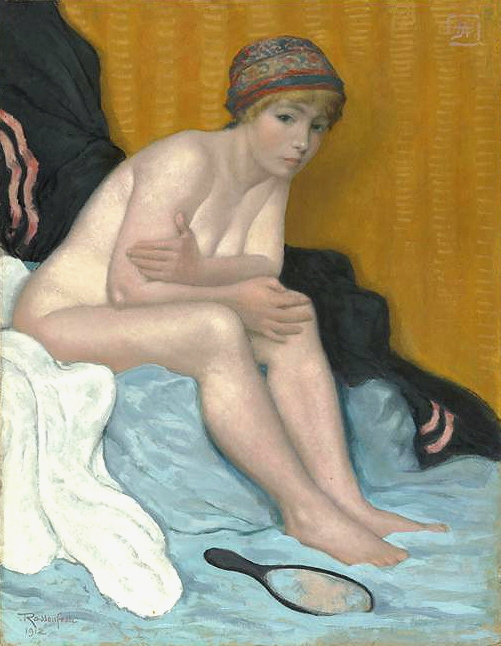
Poyette (1912)
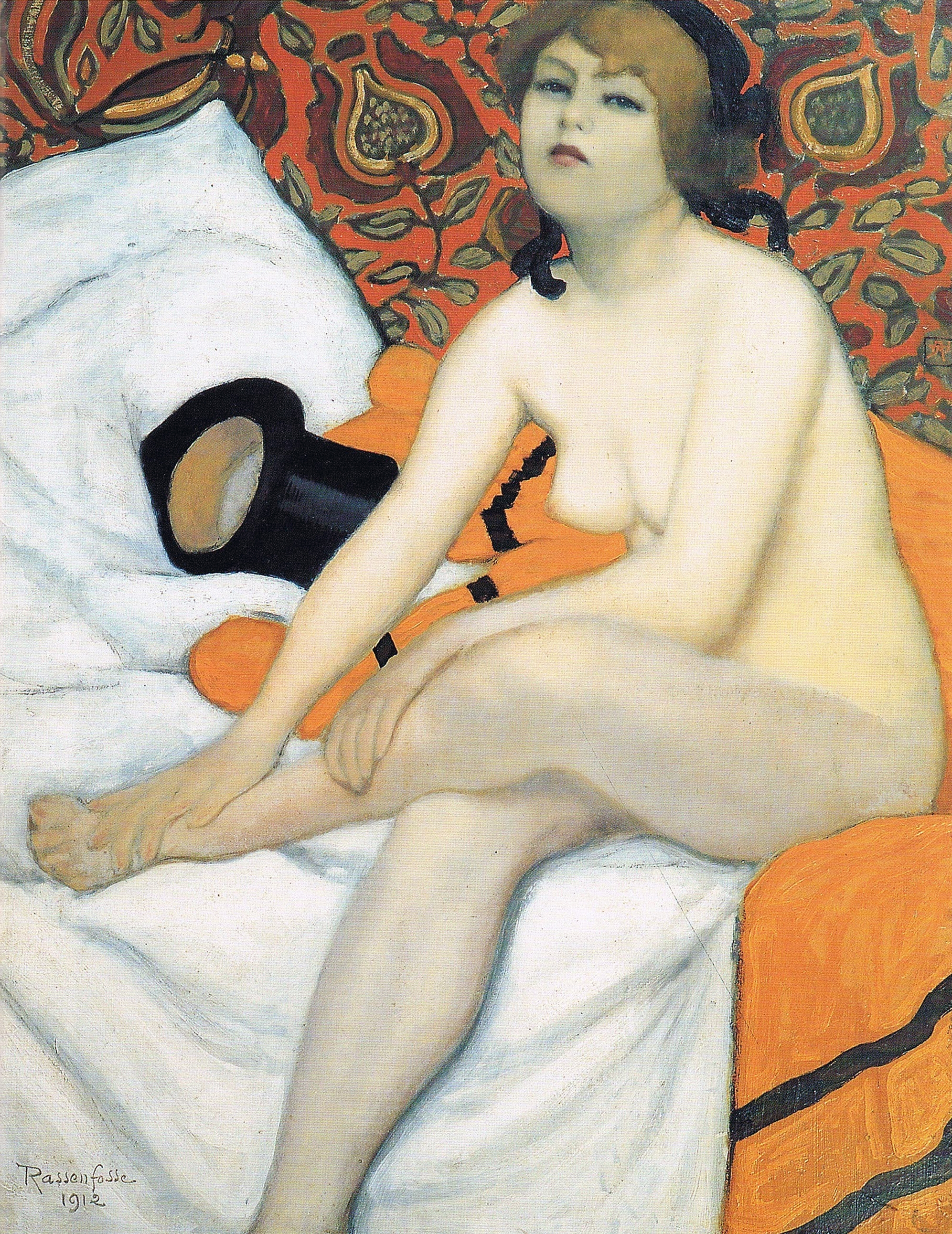
Le peignoir jaune (1912)
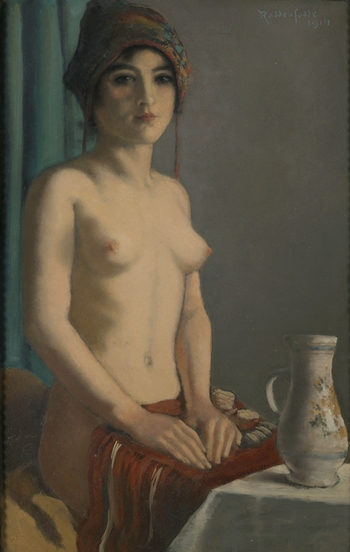
Le Barret hongrois (1914)
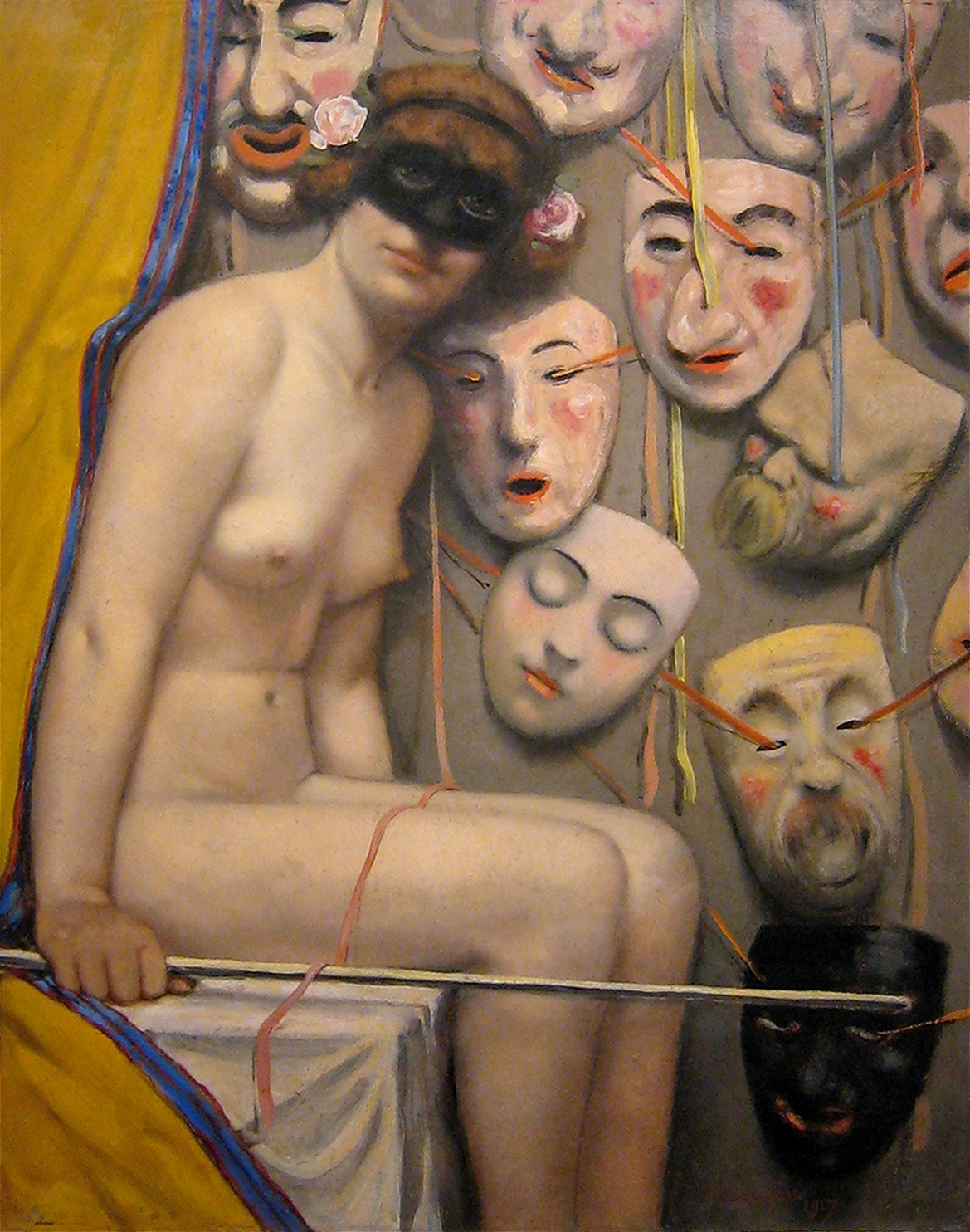
La marchande de masques (1917)
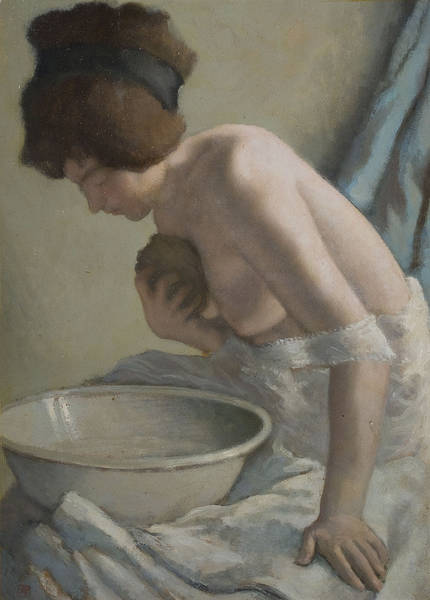
Femme à l'éponge
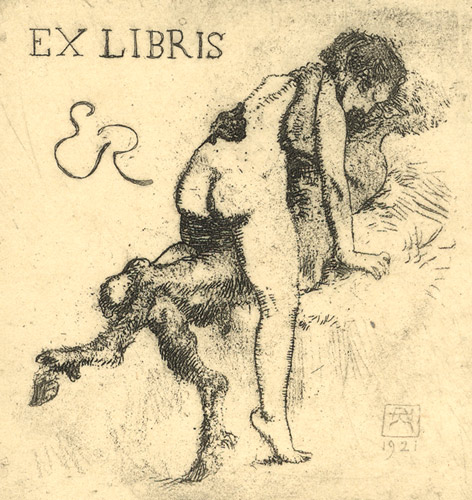
Erotic bookplate (1921)